# Hylaeus vachali
Hylaeus vachali is een vliesvleugelig insect uit de familie Colletidae. De wetenschappelijke naam van de soort is voor het eerst geldig gepubliceerd in 1923 door Meade-Waldo.